# Stellan Sjödén
Stellan Sjödén, född 1947, är en svensk författare, illustratör och förläggare. Han växte upp i Gällivare, studerade vid Uppsala universitet och verkade som psykologilärare i Västerås 1972-1999. Han började sitt författarskap med att skriva läroböcker i psykologi, där "Psykologi för gymnasieskolan" utkom i en första upplaga 1981 och därefter i fem bearbetningar. Under 80-talet följde en tid med handböcker i personlighetsutveckling och föräldraskap, pedagogiska debattböcker samt ett antal böcker med tecknad humor i form av figuren Uno. Parallellt med detta har han skrivit fackböcker av vilka "Hjärnan, människan och kulturen" är den mest omfattande. Från slutet av 1900-talet har han helt ägnat sig åt författande – främst av romaner och barnböcker – samt förlagsverksamhet.

### Läromedel i urval
- 1977 Integrerad undervisning (Liber)
- 1979 Psykologi för vårdyrken del 1 och 2 (A&K, NoK)
- 1980 Socialpsykologi (A&K)
- 1981 Psykologi för gymnasieskolan (A&K, Legenda och NoK)
- 1983 Handbok i personlighetsutveckling del 1-3 (Prisma)
- 1983 Psykologi för alla del 1 och 2 (A&K)
- 1994 Psykologiboken (Författarhuset)

### Tecknad humor
- 1989 Uno - Lärarnas befriare (Tiden)
- 1990 Uno - Livboy för lärare (Tiden)
- 1991 Uno - Länge leve läraren (Legenda)
- 1994 Uno - Lärarens lilla lovbok (Författarhuset)
- 1995 Uno - Lagrade lektioner (Författarhuset)
- 1996 Uno - Skolans Lag (Författarhuset)
- 1998 Uno - Ocensurerad (Författarhuset)
- 2000 Homo sapiens - Apornas planet (Författarhuset)
- 2000 Uno & Ina - Skolans hjältar (Författarhuset)
- 2005 Unos universum (Författarhuset)
- 2008 Uno - Den sanna skolboken (Författarhuset)

### Allmänlitteratur
- 1979 Självkänsla och samspel (Askild&Kärnekull)
- 1980 Att växa tillsammans (A&K)
- 1981 Att förstå och förmå (A&K)
- 1989 Mat på hjärnan (Legenda)
- 1990 Spelar läraren någon roll (Legenda)
- 1995 Hjärnan människan och kulturen (BrainBooks)
- 1997 Visst är läraren viktig (Författarhuset)
- 1998 Som en bro – att möta och förstå traumatisk hjärnskada
- 1999 Året i skolan (Författarhuset)
- 2000 Moralens väktare (Författarhuset)
- 2001 Frihetens slavar (Författarhuset)
- 2002 Lära för livet & Livet för lärar'n (Författarhuset)
- 2004 Kasper och Osis (Författarhuset)
- 2007 Kasper och Dundret (Författarhuset)
- 2008 Kasper och Hoppet (Författarhuset)
- 2009 Kasper och Virr-Varr (Författarhuset)
- 2011 Viktor blir glad (Författarhuset)
- 2011 "Kasper och Lill-Sotis" (Författarhuset)
- 2012 ”Knutte med krattan” (Författarhuset)